# Palazzetto Mocari
Palazzetto Mocari é um palacete renascentista localizado no número 116-117 da Via di Monserrato, no rione Regola de Roma, bem na esquina com a Via della Barchetta e ao lado da igreja de Santa Maria in Monserrato degli Spagnoli.

## História
Segundo a tradição, neste palacete do século XVI vivia uma cortesão de nome Tina. No final do século XIX, o proprietário na época, um certo Lorenzo Mocari, remodelou completamente o edifício e diante das duras críticas que recebeu, mandou gravar na arquitrave acima do portal uma frase ainda hoje bem visível: "TRAHIT SUA QUEMQUE VOLUPTAS", que significa literalmente "todos são movidos pelo próprio prazer", mas que, na prática, significa "Faço como quiser".